# Squiddly Diddly
Squiddly Diddly är en serie av 60 amerikanska animerade producerade av Hanna Barbera.

## Avsnitt
- Way Out Squiddly
- Show Biz Squid
- The Canvas Back Squid
- Nervous Service
- Westward Ha!
- Sea Grunt
- Chief Cook and Bottle Washer
- Squid on the Skids
- Double Trouble
- Squid Kid
- Booty and the Beast
- Clowning Around
- Surprize Prize
- Baby Squidder
- Naughty Astronaut
- The Ghost is Clear
- Lucky Ducky
- Foxy Seal
- Squiddly Double Diddly
- Hollywood Folly
- One Black Knight
- Yo Ho Ho
- Phoney Fish
- Gnatman
- Robot Squid
- Jewel Finger
- Diddly Deagles